# هجرة العمار
مركز العمار هو مركز سعودية في محافظة المجمعة يشتهر بزراعة النخيل وتربية الأغنام.